# Trials & Tribulations (Bizzy Bone)
Trials & Tribulations è un album in studio da solista del rapper statunitense Bizzy Bone, pubblicato nel 2007.

## Tracce
1. Ride to This (Intro)
2. Explain to Me
3. Let the Haters Know
4. You Don't Want It (featuring Aeileon & King Josiah)
5. The Block
6. Don't Ask Me Why
7. Lookin the Same (featuring Tha Realest)
8. A Thugz Prayer
9. Distant (featuring Aeileon El Nino)
10. I Don't Think You Know (featuring Aeileon El Nino)
11. Mr. Coke Man (featuring Tha Realest)
12. Still Lookin the Same (featuring Tha Realest)
13. Don't Ask Me Why (Remix)
14. Trust & Believe (Outro)